# Nancy Drew: Záhada v Hollywoodu
Nancy Drew: Záhada v Hollywoodu (v anglickém originále Nancy Drew) je americký filmový thriller z roku 2007. Režisérem filmu je Andrew Fleming. Hlavní role ve filmu ztvárnili Emma Roberts, Josh Flitter, Max Thieriot, Rachael Leigh Cook a Tate Donovan.

## Obsazení
| Emma Roberts       | Nancy Drew                  |
| Josh Flitter       | Corky Veinshtein            |
| Max Thieriot       | Ned Nickerson               |
| Rachael Leigh Cook | Jane Brighton               |
| Tate Donovan       | Carson Drew                 |
| Marshall Bell      | John Leshing                |
| Laura Harring      | Dehlia Draycott             |
| Barry Bostwick     | Dashiel Zachary Biedermeyer |
| Bruce Willis       | sebe                        |
| Chris Kattan       |                             |